# نواف فلاح
نواف فلاح (مواليد 20 يونيو 1986 في الزبير، البصرة، العراق) لاعب كرة قدم عراقي الذي يلعب حاليا لنادي نفط الجنوب الرياضي في الدوري العراقي الممتاز.